# مریوان
مریوان شهری واقع در استان کردستان و غرب ایران است. این شهر مرکز شهرستان مریوان است.
مریوان در ۴۶۳ کیلومتری غرب تهران و ۷۸ کیلومتری غرب شمالی سنندج، سر راه سنندج و سروآباد به سقز و بانه، ۱۵ کیلومتری مرز ایران و عراق، قرار دارد.

## جمعیت
برپایهٔ سرشماری عمومی نفوس و مسکن سال ۱۳۹۵ خورشیدی:
جمعیت کل شهرستان به ۱۹۵٬۲۶۳ نفر، جمعیت نقاط شهری ۱۳۶٬۶۵۴ نفر و جمعیت نقاط روستایی ۳۳٬۰۷۴ نفر است. مریوان سومین شهرستان پرجمعیت استان کردستان (بعد از سنندج و سقز) به‌شمار می‌رود.
از جمعیت ۱۸۲٬۲۶۳ نفری کل شهرستان مریوان ۹۲٬۹۵۶ تن مردان و ۹۰٬۳۰۷ تن زنان هستند.
اما بنابر براوردهای انجام شده در سال ۱۴۰۰ جمعیت شهرستان مریوان بدین صورت می‌باشد:
جمعیت کل شهرستان به ۲۰۴٬۴۰۰ نفر، جمعیت نقاط شهری ۱۶۲۵۰۰ نفر و جمعیت نقاط روستایی ۴۱٬۹۰۰ نفر است. مریوان سومین شهرستان پرجمعیت استان کردستان (بعد از سنندج و سقز) به‌شمار می‌رود.
از جمعیت ۲۰۴٬۴۰۰ نفری کل شهرستان مریوان ۱۰۴٬۴۰۰ تن مردان و ۱۰۰٬۱۰۰ تن زنان هستند.

## پیشینه
شهر امروزی مریوان کمابیش یک سده پیشینهٔ تاریخی دارد. این شهر مرزی در همسایگی دولت عثمانی قرار داشت و به دستور ناصرالدین شاه قاجار در سال ۱۲۸۱ خورشیدی  در ۲ هزار قدمی دریاچهٔ زریبار از نو قلعهٔ نظامی بسیار مستحکمی ساخته شد. یک سال بعد، به فرمان فرهاد میرزا معتمدالدوله عموی ناصرالدین شاه بر پهنه آن افزوده شد که جریان بنای آن در کتیبه‌ای که به دیوار مسجد دارالاحسان (مسجد جامع سنندج) نصب کرده، شرح داده است. درون شهر به دستور حاج معتمدالدوله یک باب کاریز، حمام و آب‌انبار احداث شد. بعد از حاج فرهاد معتمدالدوله، حاج محمدعلی خان ظفرالملک قلعه را گسترش بخشید و در داخل آبادی شاه‌آباد چندین باب منزل، یک کاروان‌سرا و کاریزی دیگر احداث کرد. سپس بعدترها، همگی این تأسیسات در اثر شورش و هرج و مرج عشایر کرد منطقه، ویران شد. در آغاز حکومت پهلوی، حاکم وقت در روستای موسک دژی بنا نهاد که به دژ شاهپور بدل گشت و امروزه از آن به عنوان پادگان بهره می‌برند و فاصلهٔ چندانی هم با شهر ندارد. در سال ۱۳۳۶ با بنیادگذاری شهرداری، دژ شاهپور رسماً به مریوان تغییر نام داد.

## جغرافیا
مریوان با کوه و دشت‌های سرسبزی که پیرامونش را گرفته‌اند، مانند انگشتری است که دریاچهٔ زریبار - به عنوان بزرگ‌ترین چشمه آب شیرین دنیا که به سبب رشد بیش‌از حد نی‌زارها در حال نابودی است، بازهم نقش نگین فیروزه‌اش را بازی می‌کند. گنبد آبی پیر شالیار در اورامان هم چنین است و از دور چشم‌ها را می‌رباید. سفری به مریوان و اورامانات انسان را غرق رنگ‌ها می‌کند. مریوان به دلیل شرایط طبیعی و آب‌وهوایی، فرهنگ مردم و موقعیت جغرافیایی، از مناطق پسندیدهٔ گردشگران است. رودخانه‌های فرعی و اصلی پرشماری در این منطقه هست که در جذابیت و شکل‌گیری طبیعت منطقه نقش مهمی دارند. رودخانه‌های فرعی شهرستان مریوان سرآخر با پیوستن به همدیگر رودخانهٔ سیروان را تشکیل می‌دهند.
منطقهٔ مریوان دارای ویژگی‌های اقلیمی «معتدلهٔ میانی» است؛ اما با نظرداشت کوه‌ها و بلندی‌ها و دره‌های ژرفی که در تمامی نقاط منطقه گسترش یافته‌اند و نیز وجود جنگل‌ها و پوشش گیاهی مناسب در شمال و جنوب، وجود منابع رطوبتی «رودخانه‌ها و دریاچهٔ زریبار» موجب شده است که در این منطقه شاهد گونه‌گونی اقلیم‌های مختلف باشیم. آن‌چنان‌که از «سنندج به سوی مریوان از سروآباد به بعد» منطقه دارای آب‌وهوایی مرطوب و مدیترانه‌ای است و نواحی شمالی و جنوبی مریوان دارای آب‌وهوای کوهستانی است. مریوان با بارندگی سالانه مابین ۹۰۰ – ۵۰۰ میلی‌متر، یکی از پرباران‌ترین مناطق ایران به‌شمارست.
مریوان به دلیل جاگیری در کنار دریاچهٔ زریبار، اورامان و زیست‌بوم زیبای منطقه و نیز ترابری کالا گسترش زیادی داشته است. این شهر و شماری از آبادی‌های گرداگردش در جنگ ایران و عراق با هواپیماهای عراق بمباران شیمیایی شد.

## تاریخ

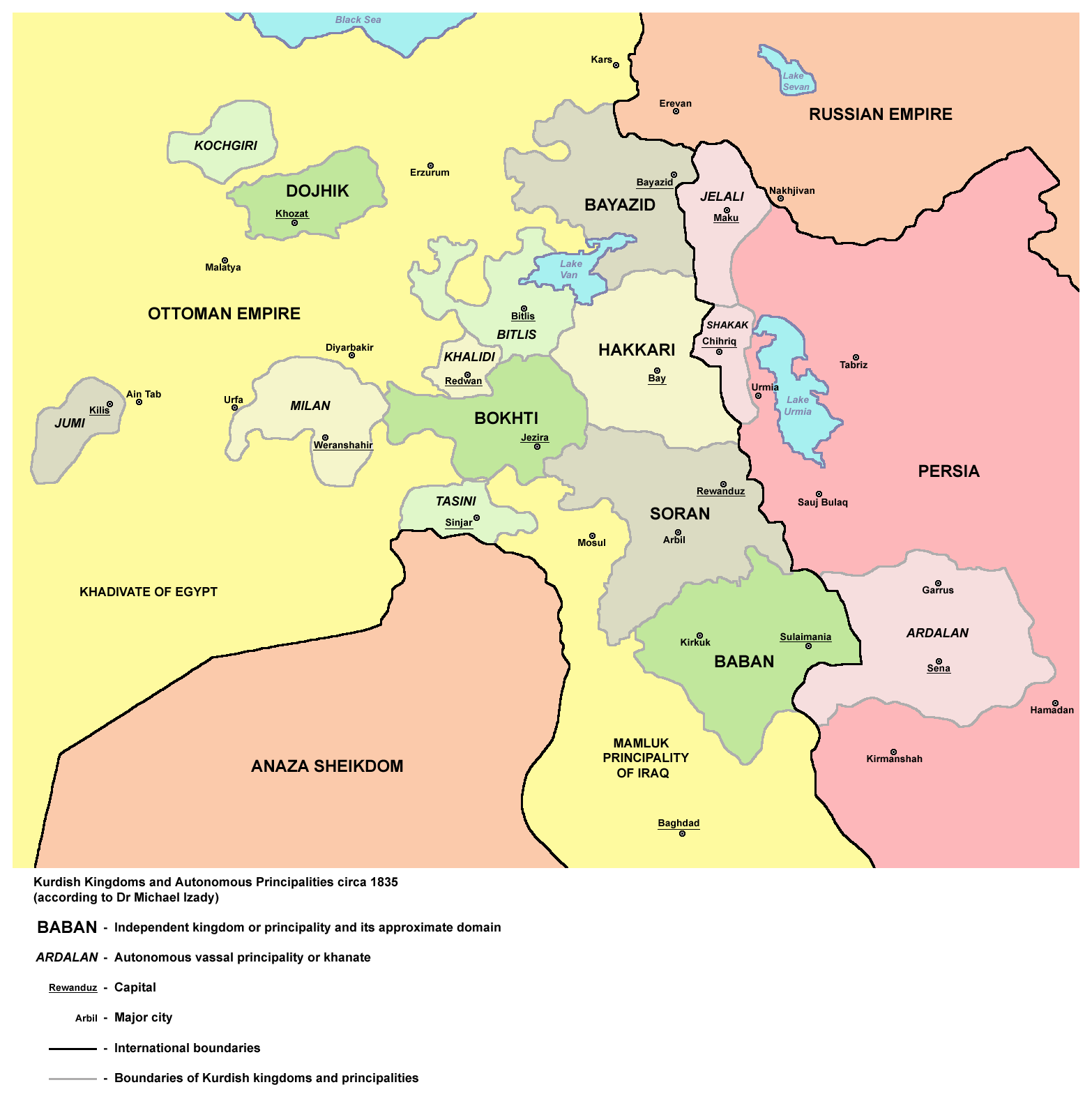
قلمرو حکومت اردلان حوالی سال ۱۲۱۴ خورشیدی

در بررسی متن‌های تاریخی می‌توان دریافت که شهرستان مریوان یکی از مناطق مهم کردها به‌شمار می‌رفته که همیشه گریبان‌گیر فراز و نشیب و ویرانی و آوارگی مردم بوده است. این مرارت‌ها یا برآمده از درگیری‌های گوناگون بابان و خان‌نشینان محلی و مردم بوده است یا برخاسته از مسائل سیاسی و اجتماعی، تاخت و تازها و لشکرکشی‌های پرشمار پادشاهی‌ها و حکومت‌ها.
محوطه‌های باستانی و تاریخی حومهٔ شهرستان مریوان مانند تپه‌های ساوجی، کولان، مِرّگ، بیساران و دو تپه شرقی و غربی حاکی از استقرار انسان‌ها از دوران نوسنگی و ادامهٔ آن در عصر پس از هزارهٔ چهارم پیش از میلاد است و نشانهٔ دیرینگی زیست انسان در این منطقه‌اند و به عنوان سنگ‌بنای شهرنشینی در این منطقه به‌شمارند.
شهرستان مریوان از آن جا که بر سر راه تیسفون به تخت سلیمان (آتشکدهٔ آذرگشنسب) قرار داشته، در عهد اشکانیان و ساسانیان مورد توجه بوده است. در رسالهٔ پهلوی شهرهای ایران تصریح شده است که بهرام گور در کنار دریاچهٔ بهرام آوند یا زریبار شهری ساخت و در منابع آشوری آمده است که سارگون اول پادشاه آشور پس از چیرگی بر این منطقه، در حدود ۱۸۰۰ سال پیش از میلاد به جای شهر قدیمی هار هار در جنوب دریاچهٔ زریبار، شهری به نام دورآشور یا کارشاروکین را می‌سازد. در منابع اسلامی از مریوان به عنوان دژان - دزان نام برده‌اند. در گذشته هنگام صدور قباله‌ها و یادکرد زادروز در موقع صدور شناسنامه از کلمه‌های دژ شاهپور، مهروان و قلعهٔ شاه‌آباد یاد می‌کند و آن را یکی از پایتخت‌های کردستان می‌نامد.
دشت مریوان و کوه‌های سربه‌فلک‌کشیده‌اش چه در دوران آشوری‌ها و ساتراپ نشینی مادها، چه در دوران حکومت بابان و اردلان‌ها، چه در زمان حاکم‌گری عشایر قبیله‌ای و چه در عصر خاورزمین همیشه جایگاه پروراندن قهرمانان و جنگاوران شجاع و دلیر محلی بوده است. لشکر کشی مقدونیها و حملهٔ اعراب، جنگ‌های بین ایران و عثمانی، درگیر شدن حکومت بابان و اردلان‌ها، هجوم و شورش حمله قبایل عشیره‌ای و در این اواخر هم جنگ تحمیلی ایران و عراق در رشته کوه‌های این منطقه، بسیاری از اوقات این منطقه را تحت تأثیر رویدادها و روندها در زمان خود کرده است.

خان‌های مریوان

وجود دژهای گوناگون و استوار نشان‌گر این موضوع است که شهرستان مریوان یکی از مناطق مهم ادوار کردنشینی بوده است، یکی از این قلعه‌ها که سپس‌ترها به قلعهٔ مریوان آوازه یافت، قلعهٔ هلوخان است که بر اساس اطلاعات تاریخی در سده ۸ (هـ. ش) در زمان حکمرانی اردلان‌ها در دوران صفوی بر روی کوهی با نام کوه امام به بلندای ۱۶۰۰ متر که مشرف و مسلط به دشت و شهر فعلی مریوان در جنوب شرقی شهر است، بنیاد نهاده شد و به مدت ۳ قرن مقر اصلی حکومت‌های محلی بابان و اردلان‌ها بوده است و بازگوکننده بخشی از تاریخ و معماری دوران صفویه است. قلعهٔ مریوان یکی از آثار دیرین این سرزمین کهن است که بسیاری از آثار تاریخی – فرهنگی و هنری مردم این مرز و بوم در آن ثبت شده است و در بسیاری از کتاب‌های تاریخی محلی به آن اشاره شده است.
بعدها در کنار قلعهٔ مریوانبر روی کوه امام که مرکز حکومتی خاندان‌های حکومتی کردستان بوده است، به دستورامیر حمزه بابان مسجدی با آجرهای قرمز رنگ ساختند که در زبان کردی به مزگه‌وته سوره (مسجد سرخ) مشهور است. نام کوه امام از نام شیخ احمد ابن الا نبار النعیمی گرفته شده است که در قرن ۸ (هـ. ش) از طرف امیر حمزه بابان به پیشوا و امام جمعه و جماعت مسجد سرخ منسوب شده است.
سیدعبدالصمد تواری در کتاب نورالنوار خود دربارهٔ قلعهٔ امام می‌گوید:
«امیر حمزه بابان در آن زمان شورشی را به پا کرد و توانست شهرهای دیار بکر عراق و حلب سوریه را تصرف کند و به همین خاطر سران ترک و عرب با هم یکی شده و با سپاهی بزرگ و نیرومند روانه به سوی میدان جنگ با امیر حمزه شدند که نتیجه‌ای را از این جنگ نگرفتند و مغلوب امیر حمزه شدند، تا این که پس از مدتی با مکر و نیرنگ توانستند حمدون بیگ سرلشکر امیر حمزه را با قدری پول بفریبند که این امر موجب شد خود و سپاهش را از دست بدهد. امیر حمزه که تنها می‌ماند به‌ناچار همراه با اندکی از فرماندهان خود از معرکه فرار کرد و در منطقهٔ مریوان بر روی کوه سه قلعه که اکنون به آن کوه امام می‌گویند مستقر شد. امیر حمزه پس از مستقر شدن در این کوه، سپاه و لشکری بزرگ و نیرومند را دوباره بازسازی می‌کند، همین‌طور بر روی این کوه و قله‌هایش چندین قلعه را بنا می‌کند و شورا و دژی محکم و مستحکم را تشکیل می‌دهد. در میان قلعه‌ها مسجدی را بنا می‌کند و شیخ احمد ابن الا نبار النعیمی را به عنوان پیشوا و امام جمعه و جماعت آن منسوب می‌کند و هم چنین دانشمند بزرگ و بلندپایه سید ابراهیم ملقب به کا بله را به استاد و مدرس آئین‌های بومی محلی مسجد منسوب می‌کند که کا بله در سال ۷۸۰ (هـ. ش) چشم از جهان فرو می‌بندد. امیر حمزه پس از ۲ سال با لشکری جدید و نیرومند دوباره لشکر کشی‌های خود را از سر می‌گیرد و تا منطقهٔ باغ و بگ را زیر سلطه خویش درمی‌آورد، اما در آن‌جا به دست افراد خائن که در اطراف او هستند جامی را که به سم آلوده کرده بودند از میان می‌رود.»
ماموستا ملا عبدالکریم مدرس در برگ ۴۹۶ کتاب بنه مالهٔ زانیاران خود دربارهٔ امیر حمزه بابان و اقوامش می‌گوید:
"حکومت این بابان قبل از حکومت و فرمان روایی بابان قلعهٔ چهارم در قرن ۶ (هـ. ش) به بعد نامشان در تاریخ ثبت شده است. در حکومت این بابان می‌توان اشاره به فرمان روایی بابانی چون امیر عبدالکریم بابان، امیر احمد خان، امیر عبدالله و امیر حمزه بابان بر این منطقه کرد. قلعهٔ مریوان برای باری دیگر در دوران سرخاب بیگ اردلان پسر مأمون بیگ یکم بازسازی و مرمت شد و دوباره به مرکز حکومت و خلافت تبدیل شد. "
آیت الله مردوخ در کتاب تاریخ کرد و کردستان خود دربارهٔ سرخاب بیگ اردلان می‌گوید:
"سرخاب بیگ اردلان در سال ۹۰۲ (هـ. ش) « «معاصر با شاه اسماعیل یکم»» مناطق تحت نفوذ مأمون بیگ دوم که برادر زادهٔ خویش بوده است را تصرف کرد و در منطقهٔ مریوان بر سر کوهی بلند قلعه‌ای مستحکم و قوی‌ای را برای مواقع ضروری و لزوم بنا می‌کند که هم اکنون آثاری از این قلعه تاکنون در این کوه پابرجاست. "
همچنین ماموستا امین زک بیگ در کتاب تاریخ کرد و کردستان خود اشاره به رخدادهایی می‌کند که در پیوند با سرخاب بیگ و قلعه‌اش استند:
"اوکاس میرزا (القاس میرزا) بردار شاه تهماسب صفوی که برای مدتی از ترس حکومت شاه ایران در حال فرار بود، در سال ۹۰۵ (هـ. ش) از ترس گرفتار شدن به دست سپاه ایران به قلعهٔ مریوان روی آورد که سرخاب بیگ والی و حاکم وقت مریوان به او پناه داد. مدتی بعد لشکر قزلباش قلعهٔ مریوان را دور تا دور محاصره می‌کند و سرخاب بیگ پس از گفتگویی دراز با فرماندهان قزل‌باش از آنان اطمینان حاصل کرد که جانش در امان باشد، سپس سرخاب بیگ؛ اوکاس میرزا را به دست لشکر قزل باش می‌سپارد و مردم و منطقه اش را از جنگ با قزل‌باشان نجات می‌دهد. "

مریوان در دهه ۱۳۴۰ خورشیدی

میرزا شکرالله سنندجی کاتب و مورخ خاندان اردلانها در کتاب حدیقهٔ ناصری خود می‌نویسد:
"سرخاب بیگ، دارای ۱۱ فرزند پسر بوده است که در طول والی گری خود در دروان حکومت، پسر سوم خود یعنی علی بیگ اردلان که به سلطان علی اردلان مشهور شده بود را به عنوان جانشین خود انتخاب کرد و به دلیل زیرکی و باهوشی سلطان علی که واقعاً مردی شجاع و دلیر هم بود، پدرش سرخاب بیگ او را به عنوان بزرگ قبیله و باب آیندهٔاردلان‌ها معرفی نمود. "

مریوان در دهه ۱۳۵۰ خورشیدی

مورخ دیگر کرد با نام ملا اسماعیل پسر ملا حسین که کتابی با نام تاریخ اردلان‌ها دارد در مورد سلطان علی می‌نویسد:
"سلطان علی پس از فوت پدرش به مدت ۳ سال با جنگ و دلاوری و پیروزی‌ها حکومت اردلان را محفوظ نگه می‌دارد، اما روزگار امانش نداد و در دوران جوانی دار فانی را وداع گفت. "
ماموستا امین زک بیگ کتاب تاریخ کرد و کردستان خود دربارهٔ سلطان علی می‌نویسد:
"سلطان علی دو پسر شیر خوار با نام‌های تیمور خان و هلو خان از خود بر جای گذاشت. "
میرزا شکرالله سنندجی در ادامه بحث‌های خود می‌نویسد:
"بعد از مرگ سلطان علی، آخرین پسر سرخاب بیگ اردلان با نام بساط بیگ که بردار یازدهم سلطان علی نیز به‌شمار می‌رود، حکومت و فرمان روایی اردلان‌ها را به دست می‌گیرد که این فرمان روایی به مدت ۱۰ سال به طول می‌انجامد. تیمور خان و هلو خان زمانی که بزرگ می‌شوند به عضویت سپاه عمویشان بساط بیگ در می‌آیند و او را در شورش‌ها و نبردهایش همراهی می‌کنند تا این که پس از چند سال حکومت را از دست بساط بیگ می‌گیرند و تیمور خان حاکم اردلان‌ها می‌شود. تیمور خان با سپاهی قدرتمند و بزرگ شورش‌هایی را به سمت کرمانشاه، سنقر، دینور و زرین کمر شروع می‌کند که بنابه روایاتی منطقهٔ گروس را نیز تصرف کرده است، اما تیمور خان در حالی که شورشی برای گرفتن آخرین برج قلعهٔ زرین کمر را انجام می‌داده است، گلوله‌ای سنگی به او اثابت می‌کند و کشته می‌شود. هلو خان هم پس از فتح قلعه؛ جسد برادرش را به قلعهٔ مریوان می‌آورد و او را در میان قبرستان این قلعه به خاک می‌سپارد و پس از مدتی فرمان روایی حکومت را عهده‌دار می‌شود. "
ملا اسماعیل پسر ملا حسین در کتاب تاریخ اردلان‌ها ی خود در مورد هلو خان اردلان می‌نویسد:
"هلو خان اردلان -معاصر با شاه عباس یکم- مردی کاردان، باهوش، شجاع و دلیر بوده است که حکومت و میهن خویش را چه بسا بسیار آباد کرده است و در تمام کتاب‌های تاریخی محلی، از رشادت‌های این خان اردلانی سخن‌های بسیاری گفته شده است. هلو خان به غیر از مرمت و بازسازی قلعهٔ مریوان؛ سه قلعهٔ دیگر را با نام‌های قلعهٔ حسن آباد، قلعهٔ پالنگان و قلعهٔ ظَلَم را نیز مرمت و بازسازی کرده است. هلو خان گنجینه‌ای بسیار از طلا و جواهرات داشت و در عین حال نیز بسیار بخشنده، مهربان و رئوف بود و آرامش و صلح و صفا را بر منطقهٔ تحت سلطه خویش تحمیل کرده بود. شجاع و دلیر بود؛ هرگز به غیر از خداوند از کسی نمی‌ترسید، نه از حکومت شاه ایران‌هراسی داشت و نه به دولت‌های ترک و عرب حمله و یورش می‌کرد و در عین حال دولت‌های ترک و عرب از او هراس داشتند. حسین خان سلیوزری یا حسین خان دوم والی لرستان که از سال ۹۸۹ هجری خورشیدی به دستور شاه عباس اول به حوزهٔ متصرفات هلوخان اردلان لشکر کشید و در چند نوبت شکست خورد، موجب شد تا این که شاه عباس خود به جهت شکست هلوخان به اسفند آباد یا علیشکر راهی شود و در روستای سیهم قروه اتراق کند. شاه عباس در مصاف با هلوخان اردلان از مشاورهٔ علی بیگ یا آلی بالی بیگ زنگنه که از کردهای نزدیک شاه بود؛ بهره مند شد، علی بیگ شاه عباس را به عدم درگیری و از در دوستی وارد شدن با والی اردلان تشویق نمود. بدین ترتیب شاه عباس صفوی به اندازه‌ای به هلو خان نزدیک شد که پیشنهاد داد پسرش خان احمد خان را به اصفهان، پایتخت ایران بفرستد که با موافقت هلو خان انجام شد. بعد از مدتی که خان احمد خان در اصفهان اقامت داشت، شاه عباس صفوی خواهر خود با نام کلاه زر خاتون را به همسری او درآورد و خان احمد خان همه کارهٔ شاه شد. پس از مدتی شاه عباس؛ خان احمد خان را تحت فشار گذاشت که به کردستان حمله کند و والی‌گری کردستان که تحت نظر پدرش هلو خان بود را از چنگ او درآورد و پدرش را دستگیر و خودش والی کردستان شود که پس از مدتی خان احمد خان هم این پیشنهاد را پذیرفت. بالاخره خان احمد خان در سال ۹۷۹ (هـ. ش) با لشکری بزرگ که از حکومت به او داده شده بود به سوی حکومت اردلان‌ها پیش رفت، ابتدا توانست مناطق بسیاری که تحت نفوذ پدرش بودند را تصرف کند و سپس به قلعهٔ حسن آباد که هلو خان چند سالی بود در آن جا اقامت داشتند و مرکز حکومتش بود حمله کند، اما خان احمد خان هر چه تلاش کرد نتوانست قلعه را تصرف کند تا این که همسر هلو خان یعنی مادر خان احمد خان همراه با ملا یعقوب دوست و یار و یاور نزدیک هلو خان به او خیانت کردند و مخفیانه دروازه‌های قلعه را گشودند و سپس خان احمد خان همراه با لشکرش به داخل قلعه یورش برد و توانستند هلو خان را دستگیر کنند، سپس خان احمد خان پدرش را دست بسته روانی اصفهان کرد که پس از چندنی زندانی شدن در اصفهان کشته شد. بعد از حوادث‌های انجام شده؛ خان احمد خان حکومت اردلان‌ها و منطقهٔ شهر زور (به کردی: شاره‌زوور) را به دست گرفت. سرانجام آن که شاه عباس صفوی بدون جنگ موفق به انقیاد والی شد و بر همین اساس شاه صفوی به پاداش خدمت علی بیگ زنگنه بیش از ۱۵ روستا از شمار املاک خاصه شاهی کرمانشاهان را به جهت اسکان، عمران و کشت و زرع مردم کرد مهاجر زنگنه (از موصل و سلیمانیه و … به داخل فلات ایران حسب سال‌های ۹۸۲ تا ۹۹۰ هجری خورشیدی) به تیول آن‌ها درآورد. بخش اعظم آن روستاها در اعداد املاک موقوفهٔ دولتی چهار دانگ شهر کرمانشاه به حساب می‌آیند. "

مریوان در دهه ۱۳۶۰ خورشیدی

آرامش و صلح و صفا در این منطقه که توسط بابان محلی کرد منطقه را فرا گرفته بود سبب شد که مردمی بسیار در اطراف این قلعه مستقر شوند و برای همیشه اطراف این کوه و قلعه‌هایش جایگاهی برای زیستن و زندگی کردن مردم شد. این قلعه تا سال ۱۰۲۳ (هـ. ش) آباد بوده است که از آن زمان به بعد توسط سلیمان خان پسر میر علم الدین والی اردلان « «بنیانگذار شهر سنندج در ۱۰۱۵ هجری خورشیدی»»؛ که از نزدیکان شاه صفوی بود همراه با دیگر قلعه روستاهای حسن‌آباد، پالنگان و ظَلَم به کلی ویران و تخریب شدند و مردم این قلعه‌ها را نیز مجبور به کوچ کردند.
میرزا شکرالله سنندجی در کتاب حدیقه ناصری خود می‌نویسد:
"در سال ۱۲۸۱ (هـ. ش) در زمان حکومت قاجاریه به امر ناصرالدین شاه در ۲ هزار قدمی دریاچهٔ زریبار از نو قلعهٔ نظامی بسیار مستحکمی ساخته شد. یک سال بعد به امر فرهاد میرزا معتمدالدوله عموی ناصرالدین شاه بر وسعت آن افزوده شد.
این قلعهٔ نظامی به نام قلعهٔ شاه آباد موسوم گردید. در کنار قلعهٔ نظامی و به دستور فرهاد میرزا قصبه‌ای احداث گردید و چند خانوار از طوایف و سادات به آن جا کوچ کردند که برای آسایش و بهداشت مردم و نظامیان مستقر در قلعه؛ دستور داده شد که یک باب حمام و یک باب مسجد در کنار همدیگر بنا نمایند. برای تأمین آب آشامیدنی مردم، حمام و مسجد و قلعهٔ نظامی از دره‌ای که در شمال شهر فعلی مریوان و قریهٔ دارسیران «یکی از روستاهای قدیمی مریوان که از دوران زندیه آباد بوده و هم‌اکنون یکی از محلات شهر مریوان می‌باشد» و در دامنهٔ کوه فیلقوس قرار دارد چند رشته قنات ایجاد کردند. درهٔ نام‌برده از همان تاریخ تاکنون به درهٔ فرهاد مشهور است. "
تا پیش از احداث قلعهٔ شاه آباد، به استثنای قریهٔ دارسیران تقریباً محل فعلی شهر مریوان خالی از باشندگان و پوشیده از درختان جنگلی بوده است. با روی کار آمدن سلسلهٔ پهلوی نام قلعهٔ شاه آباد به دژ شاهپور مبدل گشت. این منطقه همواره از اهمیت استراتژیک ویژه برخوردار بوده است. هم جواری با کشور عراق، ترددها، تحرکات نیروهای نظامی دو کشور، حاصل‌خیزی، فراوانی آب و فراورده‌های کشاورزی و نیز وجود دریاچهٔ آب شیرین باعث توجه حکمرانان و سلطانان شده است. در سال ۱۳۳۴ خورشیدی برای نخستین بار در شهر مریوان با اعتبارات دولتی دبستان و دبیرستان احداث گردید. ۲ سال بعد، در سال ۱۳۳۶ خورشیدی با تأسیس شهرداری، نام دژ شاهپور به مریوان بدل گشت و در سال ۱۳۳۸ خورشیدی نیز ۲ حلقه چاه آب حفر و سال بعد موتورهای پمپاژ آب نصب شد و در سال ۱۳۴۰ خورشیدی نخستین موتور برق در مریوان به کار افتاد. مریوان در دههٔ ۱۳۳۰ خورشیدی دهی کوچک با ۴ خیابان خاکی و شماری مغازه بود. تنها جادهٔ مواصلاتی جاده قدیمی و خاکی گاران بود که تقریباً با توسعه این جاده و امکان آمدوشد خودروهای مسافرکشی و باری و خروج و ورود کالا بود که مریوان مورد توجه قرار گرفت.

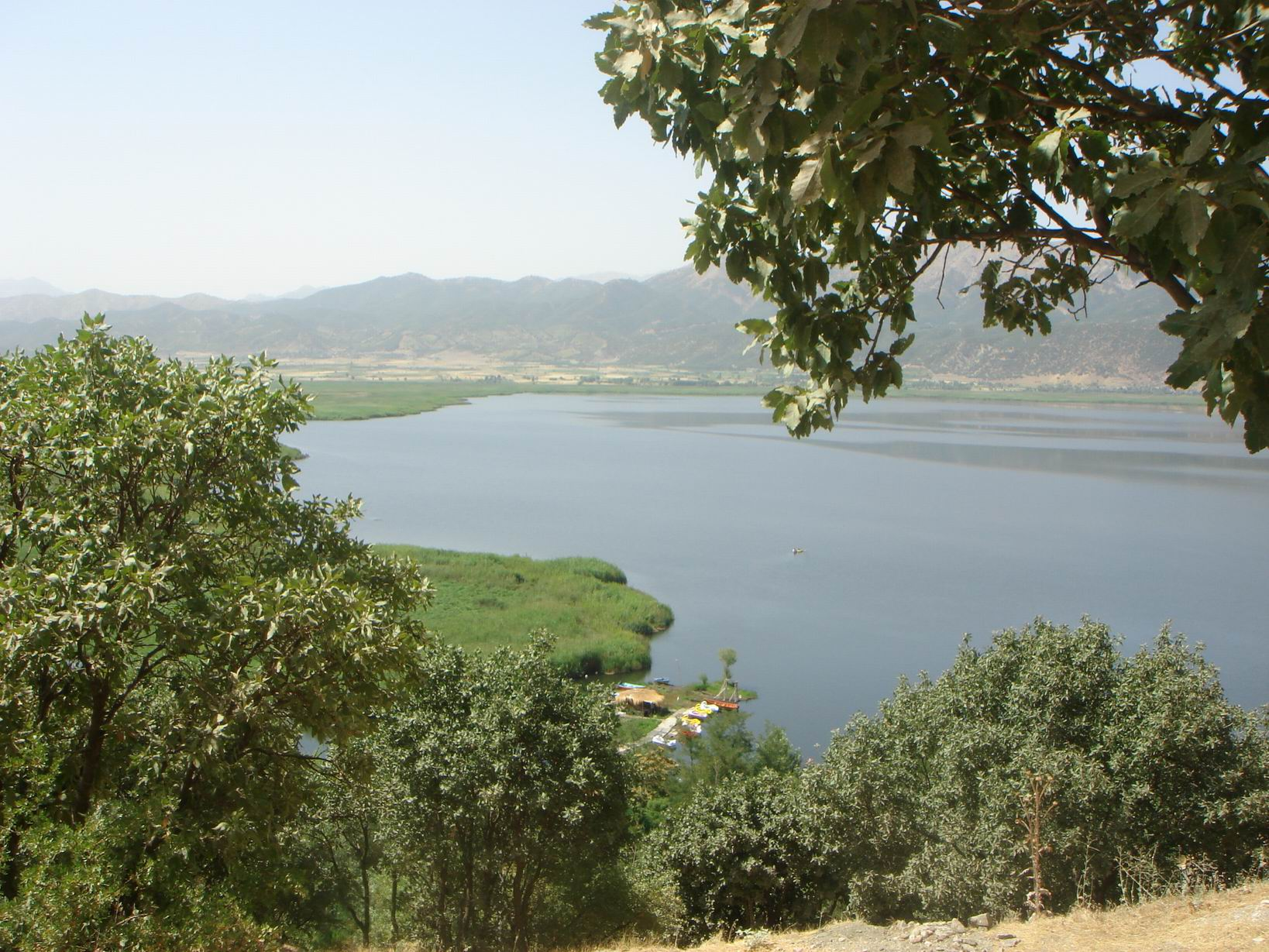

پس از انقلاب ایران در سال ۱۳۵۷ خورشیدی و تا تیر ماه سال ۱۳۵۸ خورشیدی مریوان تحت حاکمیت نیروهای حزب دمکرات کردستان ایران و حزب کومله بود.
با انقلاب اسلامی ایران در بهمن ماه سال ۱۳۵۷ خورشیدی، مریوان و روستاهای اطراف آن علاوه بر متأثر شدن از پیامدهای این انقلاب، با توجه به برخی مشخصه‌های سیاسی و اجتماعی منطقه که ریشه‌های آن به پیش از انقلاب بازمی‌گشت وارد یکی از پرتلاطم‌ترین مقاطع تاریخی خود شدند. در روز ۲۳ تیرماه ۱۳۵۸ خورشیدی به دعوت اتحادیهٔ دهقانان مریوان و گروه‌های سیاسی مختلف عمدتاً چپ ها؛ تظاهراتی در مقابل رادیو تلویزیون مریوان به راه افتاد. معترضان در اطراف مدرسهٔ قرآن مفتی زاده، علیه پاسداران محلی و همکاری نیروهای حزب دمکرات کردستان عراق مسعود بارزانی که به قیادهٔ موقت معروف بوده و در ساختمان ساواک مریوان مستقر بودند شروع به شعار دادن می‌کنند.

کوچ تاریخی مردم مریوان در ۳۰ تیر ماه سال ۱۳۵۸ خورشیدی

در ۲۸ مرداد سال ۱۳۵۸ خورشیدی سید روح‌الله خمینی فرمان سرکوب شورش را صادر کرد. مردم برای اینکه درجنگ میان سپاه پاسداران و مخالفان آسیب نبینند به کوچ موقتی از شهرستان مریوان به روستاهای اطراف رفتند. فردای آن روز شهر تقریباً خالی از سکنه می‌شود. سرهنگ سپهری؛ فرماندهٔ لشکر سنندج در اظهاراتی از ترک شهر توسط ۷۵ درصد از مردم مریوان خبر می‌دهد. به گفته طرفداران دولت، برای جلوگیری از چپاول و غارت اموال مردم در داخل شهر توسط نیروهای کومله و دموکرات، واحدهای مسلحی در بلندی‌های مشرف بر شهر مریوان مستقر می‌شوند. خروج مردم از شهر در غروب روز شنبه ۳۰ تیر ماه آغاز شد و تا سپیده‌دم روز بعد به طول انجامید.
پس از بازپس‌گیری شهر به دست حکومت مرکزی، بسیاری از اعضا و طرفداران این دو حزب را دادگاه انقلاب اسلامی اعدام یا زندانی کرد. در دوران جنگ ایران و عراق، مریوان همواره بمباران هوایی و موشکی می‌شد و برخی از روستاهای اطراف نیز بمباران شیمیایی شدن؛ اما هیچ‌گاه نیروهای عراقی وارد این شهر نشدند.

نمای مریوان در شب

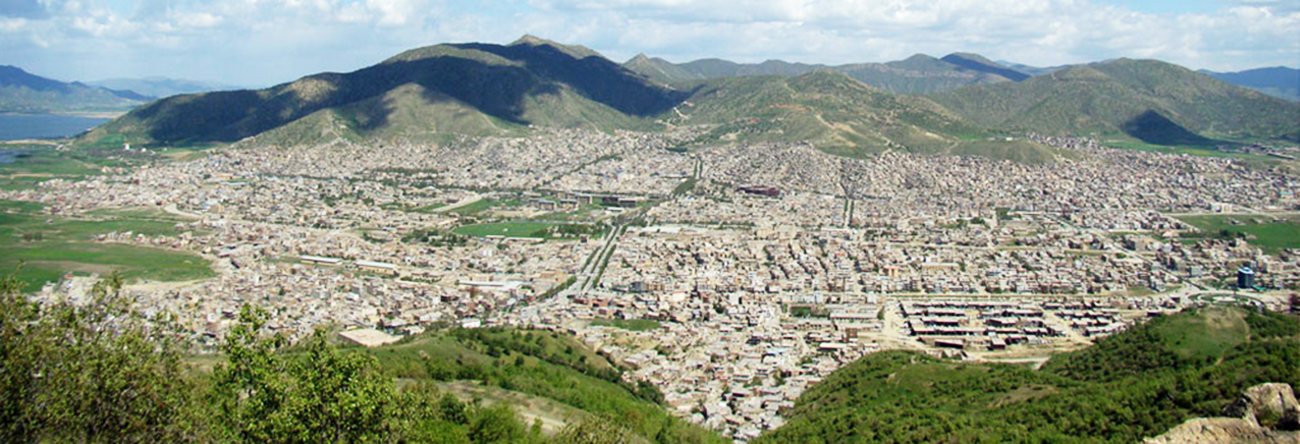
نمای مریوان در روز

## نام گذاری
دربارهٔ ریشه نام گذاری مریوان گمان‌های زیر گفته شده است:
- در زمان آشوریان این سرزمین را دور آشور یا کارشاروکین گفته‌اند، چرا که سارگن پادشاه آشور پس از تسلط بر این منطقه، در حدود ۱۵۰۰ سال پیش از میلاد به جای شهر کهن هار هار این شهر را می‌سازد که به مرور زمان به مریوان تغییر نام پیدا کرده است.
- در منابع اسلامی از این منطقه به عنوان دژان یا دزان نام برده‌اند، چرا که دارای دژ و قلعه‌های مستحکمی بوده است و به مرور زمان به مریوان تغییر نام پیدا کرده است.
- در گذشته هنگام صدور قباله‌ها و ذکر محل تولد در موقع صدور شناسنامه از دو کلمهٔ قلعه شاه آباد و دژ شاهپور استفاده شده است.
- در متون کهن مریوان را مهروان متشکل از دو واژه مهر و وان به معنی جایگاه مهر نوشته‌اند و به مرور زمان به مریوان تغییر نام پیدا کرده است.
- طبق شواهد این منطقه را مرویان خوانده‌اند، چرا که این منطقه دارای محصولات جنگلی مانند مازوج، کتیرا و گز درختی بوده و عدای برای تجارت این قبیل محصولات به این منطقه آمده که گویا اهل مرو بوده‌اند و در همین محل ساکن شده‌اند که به مرور زمان به مریوان تغییر نام پیدا کرده است.
- هم چنین بر اساس گفته‌ها این منطقه را مراویان به معنی جای مرغابی گفته‌اند، چرا که نیز گفته‌اند چون دریاچه زریبار باتلاقی بوده و در نتیجه انواع مرغان آبی مهاجر در فصول مختلف به منطقه کوچ کرده‌اند و در زبان کردی به مرغابی مراوی گفته می‌شود که به مرور زمان به مریوان تغییر نام پیدا کرده است.
- آمده است که این منطقه را مروانیان نام نهاده‌اند، چرا که عده‌ای از مراوانیان پس از شکست و انقراض حکومت اموی در بغداد گریخته و در این محل ساکن شدند و به مرور زمان به مریوان تغییر نام پیدا کرده است.
- بعضی دیگر این منطقه را به مروان به حاکم عرب منسوب می‌دانند که به مرور زمان به مریوان تغییر نام پیدا کرده است.

ماموستا قانع شاعر نامدار کرد دربارهٔ مریوان می‌گوید:
| ئه م خاکی مه ریوانه وه کو خه لدی به رینه |  | ئه م خاکی مه ریوانه وه کو عه رشی مو عه لا |

مریوان یا مهریان نام خود را از واژه مهریان در زمان ساسانها دریافت می‌کند - مهریان کسی بود که زمین‌های کشاورزی را از دربار شاهی اجاره می‌گرفت. عموماً خاندان سلطنتی یا مردان ازات و گه ورا (گبرا به آرامی) و در مقابل میزانی اجاره می‌داد. اجاره بها در متون پهلوی تحاک و احتمالاً در زبان آرامی گراگ نامیده می‌شد - میزان اجاره بها با واحد پول رایج که استیر بود پرداخت می‌شد هر استیر معادل ۴ درخام ساسانی بود - معمولاً بردگان چون پول نقد نداشته‌اند در مقابل شتیر (بز ۱ ساله) تحویل می‌دادند -احتمالاً هر دیهات یا داهات باید ۵۰ شتیر یا استیر تحویل می‌داد - مهریوان دستگرد خود را به چندین داهات یا دیهات تقسیم می‌کرد که در ان عموماً بردگان به کشاورزی مشغول می‌شدند و مال اجاره می‌دادند. مهریوان معمولاً در قلعهٔ با نظامی‌ها می‌زیست - اسم سنه دژ نیز باید در این کانتکس ساسانی و شیوه اجاره زمین تفسیر شود - سنه به سنه شیوه اجارهٔ بلند سال به سال بود که خود به خود تمدید می‌گشت - و هر ساله باید میزان مشخصی مالیات به دربار ساسانی پرداخت می‌کرد - در نظر داشته باشید اودانی با دیهات فرق دارد - اودانی شامل تمام وسایل تولید از جمله اب - جوگه اب - که عموماً این جوگه‌ها هه واس نامیده می‌شدند و اژیروان یا ژیژوان (مأمور اب) والبته بردگان می‌شد - اجاره گیرنده صاحب همه چیز می‌شد. تعداد ژیژوان‌ها در مناطق مریوان از انگشتان دست بیشتر است 
| ئه م خاکی مه ریوانه براکانی سه فایه |  | ئه م خاکی مه ریوانه وه کو زروه یی ئه علا |

| ئاو سارد و هه وا سووک و فه ره ح به خش و عه تردار |  | بو خوش تره ده رکی، له دووسه د نه رگسی شه هلا |

| پیاوانی هه موو ژیرو و ژنانی هه موو ئاقل |  | پیرانی هه موو ره ند و منالی هه موو دانا |

## جغرافیا

### موقعیت جغرافیایی

نقشه سیاسی استان کردستان

مریوان در ۱۲۵ کیلومتری غرب سنندج قرار دارد. شهر مریوان دارای طول جغرافیایی شرقی حداکثر بین ۴۵ دقیقه و ۴۶ درجه و حداقل بین ۵۸ دقیقه و ۴۵ درجه و عرض شمالی حداکثر ۴۸ دقیقه و ۳۵ درجه و حداقل بین ۱۹ دقیقه و ۳۵ درجه نصف‌النهار گرینویچ قرار دارد که در ارتفاع ۱۳۲۰ متری از سطح دریای آزاد قرار دارد. مریوان از شمال به سقز، از شمال شرقی به دیواندره، از شرق به سنندج، از جنوب شرقی به سروآباد و از شمال غربی به دره شلیر و از غرب کشور هم به شهر پنجوین شهرستان سلیمانیه کشور عراق با ۱۰۰ کیلومتر مرز مشترک منتهی می‌شود.

### راه‌های دسترسی
شهر مریوان از طریق محورهای متفاوت به شهرهای اطراف متصل می‌باشد:
- مریوان - سنندج:

این جاده ۱۳۱ کیلومتر طول دار که از جنوب مریوان به غرب «سنندج» منتهی می‌شود، این جاده از اصلی‌ترین راه به مرکز استان و کشور عراق می‌باشد. اخیراً جاده جدید مریوان سنندج از محور گاران افتتاح شده که طول مسیر مریوان سنندج به ۹۵ کیلومتر کاهش یافته است.
- مریوان - سقز:

مسیر مریوان - سنندج

این جاده ۱۴۰ کیلومتر طول دارد که از سمت شمال شرقی، مریوان را در مسیر «رودخانه گاران» به سمت جنوب «سقز» وصل می‌کند.
- مریوان - بانه:

مسیر مریوان - سقز

این جاده ۲۰۰ کیلومتر طول دارد که از سمت شمال شرقی، ابتدا وارد سقز شده بعد راهی بانه می‌شود. البته راه دیگری نیز از طریق مرز رسمی باشماق وجود دارد که حدود ۹۵ کیلومتر می‌باشد.
- مریوان - کامیاران:

مسیر مریوان - بانه از طریق عراق

راه‌های ارتباطی مریوان به کامیاران از ۳ طریق ممکن می‌شود:
نزدیک‌ترین راه حدود ۱۳۵ کیلومتر طول دارد که از سمت جنوب مریوان تا روستای دگاگا از توابع شهرستان سروآباد می‌باشد که ۵۰ کیلومتر اول آن (تا روستای دگاگا) آسفالت شده و ۳۰ کیلومتر وسطی تا روستای تفین راه شوسه و باقی‌مانده را تا « کامیاران» راه آسفالت تشکیل می‌دهد.

مسیر مریوان - کامیاران از طریق روستایی دگاگا

محور ارتباطی دوم از طریق شهر سنندج می‌باشد که به ۲۰۷ کیلومتر می‌انجامد.
هم چنین محور ارتباطی سوم از طریق شهر پاوه می‌باشد که به ۲۱۴ کیلومتر می‌انجامد.
- مریوان - پاوه:

این محور هم از ۳ طریق میسر می‌شود:

مسیر مریوان - پاوه - گردنهٔ تته

محور ارتباطی اول از جنوب مریوان به پاوه به ۱۲۴ کیلومتر می‌انجامد که از دو راهی منطقه «ژالانه» که از جاده پیچ‌های «کوه تته» وارد شهر نودشه شده و بعد محور را به جنوب شهر «پاوه» وصل می‌کند.
محور ارتباطی دوم ار جنوب مریوان-پاوه به ۱۵۰ کیلومتر می‌انجامد که از دو راهی منطقهٔ «ژالانه» از طریق مسیر هورامان میسر می‌شود؛ که تا ابتدای روستای سلین به طول ۷۰ کیلومتر آسفالت است و ادامهٔ آن تا دهستان «وراء کرمانشاه» به طول ۳۰ کیلومتر شوسه و بقیه تا «پاوه» آسفالت می‌باشد. مسیر تته در زمستان‌ها به علت بارش برف زیاد مسدود می‌باشد و محور ارتباطی از از دو راهی منطقهٔ «ژالانه» از طرف راه جادهٔ «هورامان» میسر می‌باشد.
محور ارتباطی سوم هم از طریق شهر سنندج می‌باشد که به ۲۵۰ کیلومتر می‌انجامد.
- مریوان - سروآباد:

این جاده ۳۷ کیلومتر طول دارد که از سمت جنوب به سروآباد منتهی می‌شود.
- مریوان - هورامان:

مسیر مریوان - سروآباد

این جاده ۶۲ کیلومتر طول دارد که از سمت جنوب به هورامان منتهی می‌شود.
- مریوان - بازارچه مرزی باشماق:

مسیر مریوان - هورامان

این جاده ۲۱ کیلومتر طول دارد که از سمت غرب به بازارچه مرزی باشماق منتهی می‌شود.

مسیر مریوان - بازارچه مرزی باشماق

### ناهمواری
بخش عمده ناهمواری‌های شهرستان مریوان را رشته کوه‌های زاگرس تشکیل می‌دهند که پیدایش این ناهمواری‌ها در نتیجهٔ حرکات کوه زایی اواخر دوره ترشیاری می‌باشد. در اواخر این دوره ناهمواری‌ها به صورت قطعی تثبیت شده است و سپس در طول دورهٔ کواترنر تحت تأثیر عامل فرسایش به صورت ناهمواری‌های کنونی درآمده است. قسمت اعظم ناهمواری‌ها را در مریوان کوه‌ها تشکیل می‌دهند که جنس آن‌ها عمدتاً از آهکی و رسوبی است. چین خوردگی رشته کوه‌های زاگرس از مریوان شروع شده و در جنوب شرقی (شمال تنگه هرمز) پایان می‌یابد.
در منطقه مریوان صرف نظر از «دشت مریوان، دریاچه زریبار، دره‌های رود تازه مریوان، رودخانه قزلجه، دره اسراوا و دره رود شیان» بقیه نقاط را کوهستان‌های مرتفع با دره‌های تنگ و عمیق دربر گرفته است.
«رود شیان» از آبادی «سیاناو» به سمت جنوب شرقی تا محل برخورد به رودهای «مریوان و گاران» و از جنوب شرق به شمال شرق «دره رود زاب» با برخورد به رودخانه گاران در محل «دواب» دو منطقه با ناهمواری‌های مختلف از هم متمایز و جدا می‌کنند.
در شمال، ناهمواری‌های ملایم و کم ارتفاع با دره‌های باز و کم عمق در تمام جهات دیده می‌شوند. در این ناحیه تمام مناطق کوهستانی پوشیده از جنگل‌های تنگ است. وجود رودخانه‌های متعدد، دشت‌های نسبتاً وسیع، دریاچه زریوار از مشخصات جغرافیایی شمال مریوان است.
در جنوب شرقی و جنوب شمالی به استثنای «کوه کره میانه» در شمال «نگل» حداکثر ارتفاع نسبی از شمال دریاچه زریبار ۱۰۰۰ متر و در جنوب آن ۸۵۰ متر است. پست‌ترین نقطه شمال در محل برخورد رودخانه‌های «گاران رزاو» ۱۱۰۰ متر و بلندترین نقطه آن در «قله برده رشه» از کوه «پشت شهیدان» است که بلندی آن به ۲۴۹۱ متر می‌رسد.
در بخش جنوبی منطقه، کوهستان سنگی و مرتفع با دره‌های عمیق و تنگ مشخص‌کننده ناهمواری‌های این منطقه است. «رشته کوه شاهو» رشته کوه‌های شمالی آن به نام‌های «حه شه دول» و «کوهسالان» اصلی‌ترین ناهمواری‌های منطقه جنوبی را به وجود آورده‌اند. جهت این کوه‌ها از شمال غربی به جنوب شرقی است.
در این ناحیه اختلاف بین قله‌های بلند و عمق دره‌ها بسیار زیاد است، حداکثر ارتفاع مطلق، در کوه شاهو به ۱۹۸۵ متر و حداقل ارتفاع در محل برخورد و تلاقی رودهای «دواب» و «ژاورود» به کمتر از ۹۰۰ متر می‌رسد. در این بخش «رودخانه سیروان» از کنار کوه شاهو می‌گذرد که بند تنگ و عمیقی را به وجود آورده است.

### ارتفاعات
در منطقه مریوان کلاً ۴ تیپ عمده و ۸ ناحیه اراضی تشخیص داده شده است که اراضی متقارن از نوع کوهستانی یا دشت می‌باشد. کوه‌های این منطقه غالباً دو نوع می‌باشند، اول کوه‌های مرتفع سنگی با انتهای تیز متشکل از سنگ‌های آهکی که بایر و فاقد پوشش خاک و گیاه می‌باشد و اول کوه‌های جنگلی نسبتاً مرتفع با برآمدگی سنگی متشکل از سنگ‌های آهکی که بیشتر ارتفاعات مریوان از شمال تا جنوب از این نوع می‌باشند.

ارتفاعات تته در منطقه

مشهورترین کوه‌های مریوان عبارتند از:
- رشته کوه چهل چشمه:
چهل چشمه وسیع‌ترین توده کوهستانی و مهم‌ترین کانون آبگیر استان کردستان می‌باشد که بلندی آن به ۳۱۳۷ متر می‌رسد که خط الرأس آن حوضه‌های آبریز «دریاچه ارومیه، دریای خزر و خلیج فارس» را از هم جدا می‌کند. این کوه در ۳۳ کیلومتری شمال شرقی مریوان قرار گرفته است.

رشته کوه چهل چشمه

مجموعهٔ کوه‌های چهل چشمه شامل حدود ۲۰ قلهٔ دیگر می‌باشد از جمله شاه نشین در چهل چشمه، دالاش، دوبرار، کوه سلطان اخزه تو، کوه باینچوب، کوه افراسیاب، کوه کانی میران، کوه مسجد میرزا، کوه باشورتی و کوه کل کوژ با ارتفاعات گوناگون را در بر می‌گیرد. خود قلهٔ چهل چشمه دارای یال‌های متعددی می‌باشد، ازجمله: کل با، یا یال مله که وه، یال کانی زلیخا یا قولی زلیخا، یال گاوه لال، یال برده قبله، یال شاه نشین، یال کال کالی، یال دلو، یال ئه ستیره ره ش (ستاره سیاه).
این منطقه از برف‌گیرترین و سردسیرترین مناطق کردستان به حساب می‌آید و در تمام طول سال از برف پوشیده شده است.
- رشته کوه هزار میرگه:
این کوه یکی از شاخه‌های «چهل چشمه» است که در شمال و شمال شرقی مریوان قرار گرفته است و بلندی آن به ۲۷۰۷ متر می‌رسد. دامنه شمالی این کوه با شیب تندی به «دره شلیر» در کشور عراق و بخش جنوبی آن به «سروآباد» می‌رسد. از رشته کوه‌های دیگر این کوه را می‌توان به «سلطان احمد: ۲۶۵۲ متر، پیرالیاس: ۲۹۵۵ متر، کره میانه با بلندی ۲۹۵۰ متر و کوه کاانی چرمه با بلندی ۲۸۴۰ متر» اشاره نمود.
- از دیگر کوه‌های مهم در شهرستان مریوان می‌توان به قلهٔ میراجی نزدیک روستای نی، کوه قله‌برد نزدیک روستای چور اشاره کرد.

کوه هزار میرگه
کوه مسجد میرزا
کوه کره میانه
کوه سه کوچکه
کوه سلطان احمد

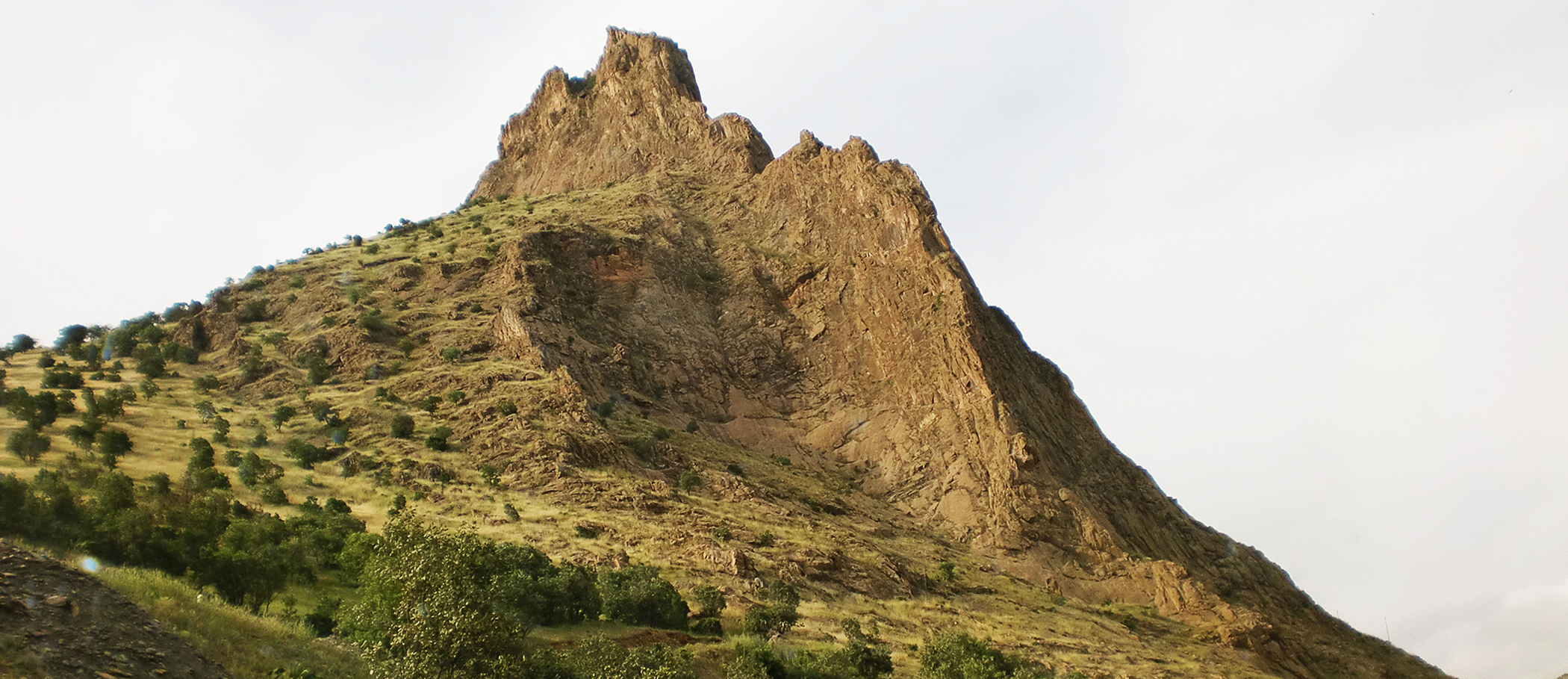
قلهٔ گاران
قلهٔ امام
کوه سورین
کوه میراجی
کوه سلطان اخزه تو

### دشت

دشت ساوا

مریوان از موقعیت ممتازی برخوردار است. این دشت، حدود ۱۱۰۰۰ هکتار مساحت دارد و اطراف آن را کوه‌های پوشیده از بلوط دربر گرفته است.

دشت جنوبی مریوان

نیمهٔ جنوبی دشت مریوان از مخروط افکنه‌ای بزرگ و کوچک تشکیل شده است که با توجه به حاصل خیزی آن، ۲۲۰۰ هکتار از زمین‌های این دشت تحت پوشش شبکه آبیاری و زه کشی قرار گرفته است. زه کش اصلی این طرح «چم زریبار» است که در میانهٔ دشت جریان دارد. محصولات عمدهٔ کشاورزی دشت مریوان عبارتند از: گندم، حبوبات، توتون و صیفی جات.
دشت بیلو در ۱۵ کیلومتری شهر مریوان قرار دارد. این دشت با پوشش گیاهی مناسب و چشمه‌های آب و هم چنین جنگل‌های اطراف آن پذیرایی تعداد زیادی از اهالی شهر و روستاهای اطراف می‌باشد. مردم در دامن طبیعت زیبا و سرسبز دشت به ویژه در طول روز و ایام تعطیلات ساعت‌ها وقت خود را به تفرج در آن جا سپری می‌کنند. زمین‌های اطراف این دشت در گذشته جهت برنجکاری استفاده می‌شده است.

نمایی از دشت بیلو

نمایی از دشت بیلو

### آب و هوا
منطقه مریوان شدیداً تحت تأثیر جریان‌های مدیترانه‌ای قرار دارد که به علت کوهستانی‌بودن و برخورد این جریان‌ها ریزش‌های جوی زیادی ایجاد می‌شود. جریان‌های آب و هوایی متأثر از اقیانوس اطلس و دریای مدیترانه که عامل عمده ریزش‌های کشور است ضمن عبور از منطقه و برخورد با کوه‌های زاگرس بخشی از رطوبت خود را به صورت باران و برف از دست می‌دهد.
میزان بارندگی در مریوان سبب شده است که تمامی نقاط منطقه پوشیده از پوشش گیاهی غنی و متنوع باشد. رودها در مسیر پرپیچ و خم و در پیوند با سرزمین سر سبز و پوشش گیاهی مناظری دلپذیر و بدیع پدیدآورده است.
در شهرستان مریوان میزان متوسط ریزش‌های جوی ۵۰۰ تا ۹۰۰ میلی‌لیتر در سال گزارش شده است که این مقدار در طی سالیان اخیر به دلیل گرمایش جو زمین کمتر شده است. به‌طور کلی آب و هوای مریوان سرد و کوهستانی متمایل به معتدل سرد و حتی مدیترانه‌ای است. در طول ۳۵ سال گذشته (بعد از انقلاب) سردترین ماه سال دی ماه و گرم‌ترین ماه تیر ماه بوده است. ریزش برف و باران در این شهرستان، باعث گردیده که منطقه یکی از پرآب‌ترین مناطق غرب کشور باشد.

میانگین دما و بارش مریوان

آب و هوای منطقه مریوان تحت تأثیر عوامل توده‌های هوا و جریان‌های فصول سرد و گرم قرار دارد:
1. تودهٔ هوای سرد آزروس:
این توده از جانب شمال شرقی و شرق وارد منطقه می‌شود و اغلب بارندگی را به صورت ریزش برف به دنبال دارند.
2. تودهٔ هوای مرطوب دریای مدیترانه و اقیانوس اطلس:
این توده اغلب از غرب شهرستان وارد منطقه می‌شود و باعث تولید برف و باران می‌شود. در این منطقه معمولاً سرما از آبان ماه شروع می‌شود و تا اسفند ماه ادامه می‌یابد. از فروردین ماه این سرما رو به کاهش گذاشته و هوا رو به اعتدال می‌رود و به‌طور معمول تا شهریور ماه مریوان را تحت هوای گرم قرار می‌دهد. کوه‌های منطقه نیز در مقابل جریان‌های هوایی که از غرب وارد کشور می‌شوند همانند دیواری پهن و عظیم مانع نفوذ رطوبت مطلوب دریای مدیترانه به نواحی داخلی کشور شده و باعث بارش نزولات جوی در منطقه می‌شوند.[۱۷]

جدول مشخصات نواحی آب و هوا را در شهرستان نشان می‌دهد:

مشخصات آب و هوایی مریوان

### منابع آب

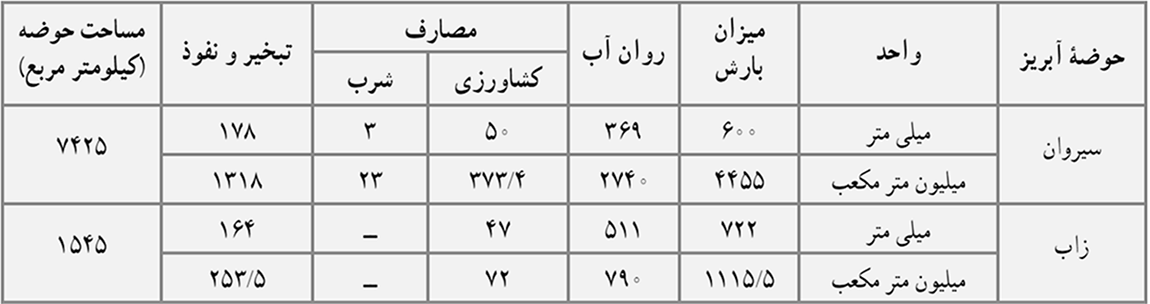
وضعیت آب‌های منطقه

رودخانه گاران

رودخانه نگل

### سدها

سد گاران در زمستان

نمای بیرونی سد گاران

نمایی از سد دریاچه زریبار

تالاب جلوی سد

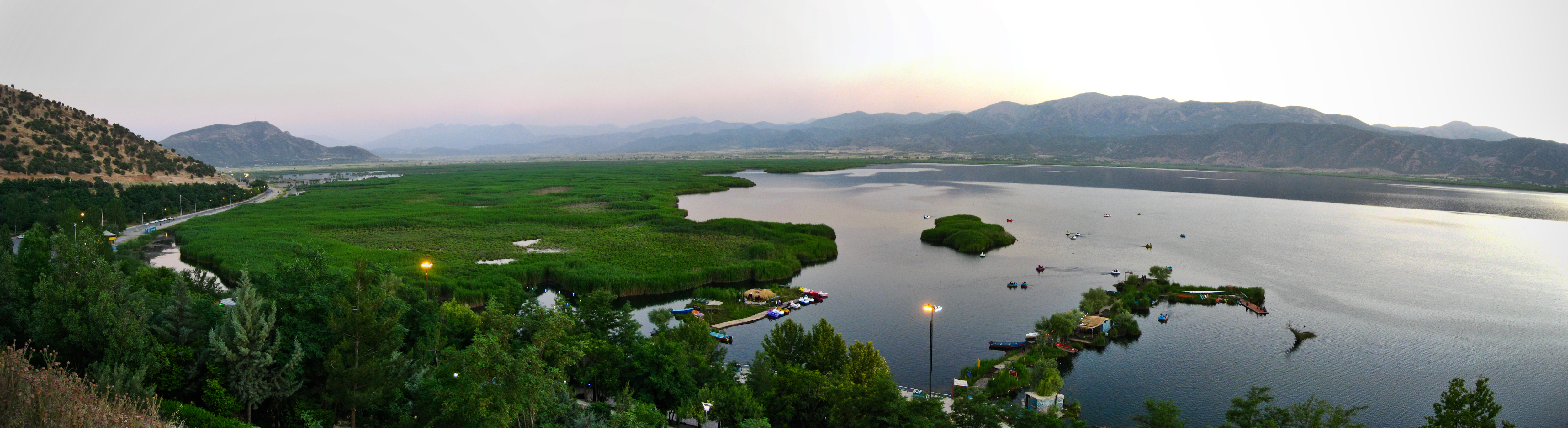
سراسرنمای دریاچه زریبار در بخش جنوبی

#### زیستگاه دریاچهٔ زریبار

زیستگاه دریاچه زریبار

پرندگان دریاچه زریبار

#### زیستگاه قله برد

زیستگاه قله برد

### شکارگاه‌ها و حیات وحش

حیات وحش منطقه گاران

#### وضعیت خاک منطقه

وضعیت خاک منطقه

#### پوشش گیاهی

پوشش گیاهی منطقه

جنگل‌های بلوط مریوان

مراتع مریوان

#### آلودگی هوا

گرد و غبار شدید در منطقه

#### آلودگی آب

آلودگی حاشیهٔ دریاچه زریبار